# Desa Mulyamekar (administrativ by i Indonesien, lat -6,50, long 107,45)
Desa Mulyamekar är en administrativ by i Indonesien.   Den ligger i provinsen Jawa Barat, i den västra delen av landet, 70 km öster om huvudstaden Jakarta.